# Yayo Morales

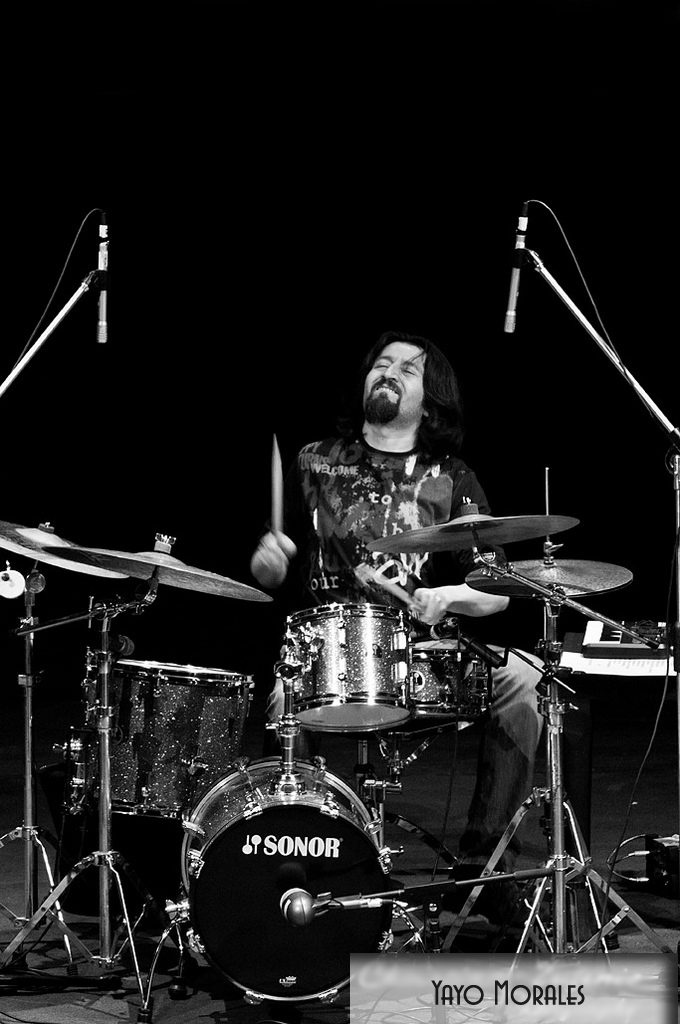
Yayo Morales

Yayo Morales (La Paz, 1967) es un baterista, compositor arreglista y productor boliviano.  

## Biografía
Realiza su formación profesional empezando en el Conservatorio Nacional de Música de Bolivia. Luego, estudia en la Escuela de Música Creativa de Madrid con el maestro Carlos Carli y atiende a máster classes y/o estudia con: Tony Moreno, Allen Blairman, Efraim Toro, Álex Acuña, Billy Cobham y Lewis Nash . 
En sus inicios realiza conciertos en Bolivia con el grupo de rock ´´Trueno Azul´´, nominado mejor grupo de rock en 1982. Trabaja con cantautores y artistas reconocidos como ser Adrián Barrenachea, Emma Junaro, Jenny Cárdenas. Realiza una gira en Brasil dentro del encuentro de músicos latinoamericanos "LATINO MUSICA" , en el que participaron Tania Libertad, Chango Farias y Chico Buarque. Recibe el diploma al mejor baterista de Rock de Bolivia entre el 84 y 87. Además formó parte del cuarteto de Jazz "E.Loyola Jazz & Co." catalogado como uno de los más destacados en el ámbito jazzístico boliviano.
Desde 1991 hasta principios de 2013 Yayo se traslada a Madrid - España, donde se convierte en uno de los bateristas más versátiles y cotizados en la escena musical española.  En la escena del Jazz y Flamenco español, ha estado de gira y grabado con músicos de la talla de: Jorge Pardo, Carles Benavent, Chano Domínguez , “Tomatito”, Enrique Morente, Javier Limón, Javier Colina, Ramón "el Portugués", Israel Suárez “Piraña”, Vicente Borland, Pepe Rivero, Javier “Caramelo” Massó, Jesús Catalá, Germán Kucich, Manuel Machado, Miguel Blanco, Juan Munguía, Jerry González, La Calle Caliente (nominada a un Grammy latino por su primer CD "La Calle Caliente") y con bandas de fusión - flamenco como  "La Barbería del Sur", el disco "Undebel" del cantaor flamenco Diego "El Cigala" donde también figura como arreglista de vientos en los temas "Seremos Los Mismos" y "Palestina", David Amaya, Enrique Heredia "El Negri", y "Paquete" Suárez. Ha trabajado también con José El Francés, Antonio Carmona, el cantaor "Potito" y muchos más.
Como sesionista de Pop/Rock ha trabajado y grabado con Cool Jerks, en la gira española de la cantante de reggae Rita Marley, colaborando, así también, con la cantante jamaicana Sister Carol, La Barbería del Sur, Azúcar Moreno, Ricardo igea, Edgar Oceransky,  D'Nash, , La Década Prodigiosa, Junior Míguez, La Quinta Estación, Melendi, Marta Sánchez y un largo etc. Puedes oír a Yayo en más de 60 grabaciones.
En 2007 lanza su primer CD:  Yayo Morales - Los Andes Jazz Project, este mismo recibe muy buenas críticas y reportajes.
En 2010 graba junto a los Jazz-Men alemanes Peter Materna y Henning Sieverts (este último considerado actualmente como uno de los más grandes contrabajistas de Jazz en Alemania) el disco “The Dancer” (Enja Records).
En 2012 recibe el Diploma EMMEN (Cualificación Europea Profesional en Música) Especialidad en Jazz. Bruselas,Bélgica.
En 2013 retorna a Bolivia y se adjunta como docente en la Universidad Mayor de San Andrés (UMSA) impartiendo clases de Arreglos y Composición, Ensamble Instrumental, y así mismo en el Conservatorio Nacional de Música de Bolivia como jefe y coordinador del departamento de Batería renovando por completo el programa de Batería para la Licenciatura en la especialidad de Jazz. Participa en el Festijazz de La Paz 2013 como director musical, y arreglista del proyecto “Homenaje a Vinicius de Moraes”. En el mismo Festijazz 2013 participa con el trío del bajista chileno Christian Gálvez, asimismo con el trío del pianista danés Carl Winter. Participa en la grabación del DVD Viene El Sol de Grillo Villegas Junto al bajista argentino Javier Malosetti. A finales del 2013 realiza un grupo de clases magistrales con el famoso bajista de Spyro Gyra: Scott Ambush.
En 2015 se traslada a Los Ángeles, California, donde actualmente reside. En la actualidad, Yayo se ha convertido en un importante miembro activo de la escena Jazzística Los Angelina. Yayo ha tocado con músicos de la talla de: Azar Lawrence, Hubbert Laws, Henry "The Skipper" Franklin, Steve Cotter, Ron Stout, Joey Sellers, Doug Webb, Theo Saunders, Benn Clatworthy, Dee Dee McNeil, Holly Hoffmann, Bruce Lett, Munyungo Jackson, y un largo etc.
En 2016 lanza su segundo CD Yayo Morales Trío - Los Andes Jazz Project 2 siendo este pre-selecciondo para los 59.os Grammys americanos.
En 2017 viaja a Bolivia con Los Angeles Jazz Machine (Henry "The Skipper" Franklin - bass; Benn Clatworthy - tenor sax & Sam Hirsh - piano) invitados por la Embajada de los Estados Unidos en Bolivia, para participar en el Festijazz 2017.
En 2018 viaja nuevamente con Los Angeles Jazz Machine a Bolivia, invitados por segunda vez por la Embajada de Estados Unidos para los Festejos del 4 de julio.
En la actualidad es baterista de Azar Lawrence Experience, LA Jazz Machine; y  baterista, compositor y arreglista con la banda de Benn Clatworthy: System 6. Así como baterista freelace en la escena de Jazz Los Angelina.

## Discografía

### Discografía más destacada
- "Eight by Three" (Clatworthy-Lett-Morales)
- "Systematic" (System 6)
- "Bolivian Odyssey" (Los Angeles Jazz Machine)
- "Los Andes Jazz Project 2" (Yayo Morales Trío)
- “The Dancer” (Peter Materna Trío)
- “Los Andes Jazz Project” (Yayo Morales)
- “ La Calle Caliente” (La Calle Caliente)
- “ Mozambique Soul ” (La Calle Caliente)
- “Paquete y Negri” (La Barberia del Sur)
- “Cosas Tuyas( a Antonio Flores)” (La Barberia del Sur)
- “Algo Paʼ Nosotros” (La Barberia del Sur)
- “ Undebel ” (Diego El Cigala)
- “Debut” (Txetxo Bengoechea)
- “Libre” (Txetxo Bengoechea)
- “El Ultimo Cantaor” (Potito)

### Participaciones destacadas
- Trueno Azul. "Mario"
- Emma Junaro. "Mi Corazón en la Ciudad"
- Laura Hess. "I Heard it Through the Grapevine"
- Cool Jerks. "Sweet and Wild"
- Cool Jerks. "Fantabulous Crime"
- Cool Jerks. "Everybody Needs Love"
- Cool Jerks. "Merry Chrystmas Baby"
- Cool Jerks. "Soul to Waste"
- La Década Prodigiosa. "Seguimos de Fiesta... Con los 80 y los 90".
- Ricardo Igea. "Con los pies en el suelo".
- Chatanooga Big Band. "Homenaje a Leiva".
- Junior Miguez. "Príncipe de los Gatos DVD".
- Cisco. "Manos vacías"
- Cisco. "Big band".
- Materia Prima. "Quien lo diría".
- Materia Prima. "Once razones".
- Drive. "Los Cuarenta el Musical"
- Javier Limón. "Enamorados Anónimos"
- Miguelez Cuatro. África Podemos Si.
- Manolo Tena. "Para Antonio Flores". Cuerpo de mujer
- Negri. "La Sexta en Concierto".
- Roque baños. "El árbol del penitente". (Cine B.S.O)
- Lliso. "El arte de morir" (Cine B.S.O)
- María Abradelo -El Picu
- Emmet y Pahola. "El momento".
- David Armas. "Actitudes" .
- Melendi. "Concierto Básico los 40".
- Wi. "Cold Hearted"

## Prensa
Yayo ganó el Premio Maya 2017 al Mejor Artista Boliviano en el Extranjero, un honor extraordinario, ya que los Premios Maya reconocen a los principales artistas musicales y contribuyentes culturales de Bolivia. 
El álbum Los Andes Jazz Project 2 de Yayo Morales Trío fue preseleccionado para los 59 premios Grammy Americanos. 
Luc Delannoy, autor de ¡Caliente! Historia del jazz latino y otros libros de música publicados en Francia, Canadá y Estados Unidos, con sede en Nueva York. Profesor de filosofía de la música, estética contemporánea y musicología cognitiva en varias universidades de los Estados Unidos y México. Ha dedicado en su último libro "Carambola" Vidas en el Jazz Latino (segundo volumen de History of Latin Jazz) nada menos que ocho páginas del primer CD de Los Andes Jazz Project de Yayo Morales.
Entrevista principal y portada del CD artista de la revista Todo Percusión, N.º 44.
Diploma de honor 2003 de la Honorable Alcaldía Municipal de La Paz y la Oficialía Mayor de Culturas por su trabajo, en reconocimiento a su contribución al desarrollo del Jazz boliviano y la música contemporánea.
En 2005 es portada principal de la revista ISP Musica.

## Educador
Invitado por el Departamento Nacional de Educación de Bolivia para diseñar e implementar el nuevo programa de licenciatura en Batería de Jazz en el Conservatorio Nacional de Música. Este programa se utiliza como modelo estándar para todos los programas nacionales de Batería a nivel de posgrado en toda Bolivia. 
Invitado por MAPEX Drums y JU Percussion Group para impartir una serie de diez clases  magistrales para el Campamento de Verano Internacional de Percusión de Taipéi  (TIPSC) en la Universidad Nacional de Artes de Taipéi. Como artista / profesor de Mapex. 
Profesor Batería de jazz en el Conservatorio Nacional de Música, La Paz – Bolivia.
Catedrático de Composición y Arreglos en la Universidad Mayor de san Andrés (UMSA), La Paz - Bolivia.
Catedrático de Batería en la Universidad Mayor de san Andrés (UMSA), La Paz - Bolivia.
Profesor de Batería en la  E.M.C (Escuela de Música Creativa) Madrid – España.
Jazz Ensemble en la E.M.C (Escuela de Música Creativa) Madrid – España.
Ritmo y Edicación Auditiva en la E.M.C (Escuela de Música Creativa) Madrid – España.
Profesor de la Associated Board of the Royal Schools of Music de Londres, dando clases de percusión en Kensington School y E.M.C. Madrid, España

## Endorsements
Actualmente es “endorser” de las marcas MAPEX (Baterías-España),  REMO (parches-USA) y PhiDrums (cajas-Italia).  